# Samuel Wong
Samuel Wong (* 12. April 1962 in Hongkong, Britische Kronkolonie) ist ein aus Hongkong stammender kanadischer Dirigent und Mediziner.

## Leben
Wong hatte in  seiner Jugend in Hongkong Klavier- und Gesangsunterricht. Er studierte Medizin an der Harvard Medical School und arbeitete als Augenarzt am Manhattan Eye, Ear, and Throat Hospital. Daneben studierte er Orchestration und Kontrapunkt und leitete das Bach Society Orchestra der Harvard University. Benjamin Zander, der ihm ermöglichte, Proben und auch Konzerte des Boston Philharmonic und der New England Conservatory Youth Symphony zu dirigieren, war ausschlaggebend für seine Entscheidung für eine Laufbahn als Dirigent.
Bekannt als Dirigent wurde Wong, als er im Oktober 1990 den verstorbenen Leonard Bernstein bei eine Reihe von Abonnementskonzerten mit dem New York Philharmonic vertrat, wobei er u. a. Dmitri Schostakowitschs 5. Sinfonie dirigierte. Im Januar des Folgejahres leitete er das Orchester in Vertretung von Zubin Mehta bei Konzerten in der Avery Fisher Hall und im Kennedy Center. Als stellvertretender Dirigent des Orchesters dirigierte er dann mehr als 35 Konzerte und begleitete es auf seiner Fernost-Tournee.
Zugleich wurde Wong musikalischer Leiter der New York Youth Symphony, mit dem er jährlich mehrere Auftritte in der Carnegie Hall hatte. Von 2000 bis 2003 war er Musikdirektor des Hong Kong Philharmonic Orchestra. Als Gastdirigent trat Wong u. a. mit den großen Orchestern Torontos, Montreals und New Yorks, dem Royal Philharmonic Orchestra und Orchestern aus Belgien, Tschechien, Israel, Hongkong, Japan, Singapur, Korea, Thailand, Spanien, Italien, Australien, Neuseeland und Mexiko auf und arbeitete mit Musikern wie Yo-Yo Ma, Sarah Chang, Maxim Vengerov, Gil Shaham, Chang Han-na, Lang Lang, Andre Watts, Peter Serkin, Marilyn Horne, Frederica von Stade und Deborah Voigt zusammen. 
1997 nahm Wong Benjamin Brittens War Requiem mit Thomas Hampson und Jerry Hadley auf. Seine Aufnahme von Giacomo Puccinis Turandot wurde von der Zeitschrift Gramophone unter die Top Ten des Jahres 2002 aufgenommen. Wong befasste sich auch mit der medizinischen Anwendung von Musik. Sein Essay Musical Healing erschien 1999 im Harvard Medical Alumni Bulletin.